# Paul Alexis

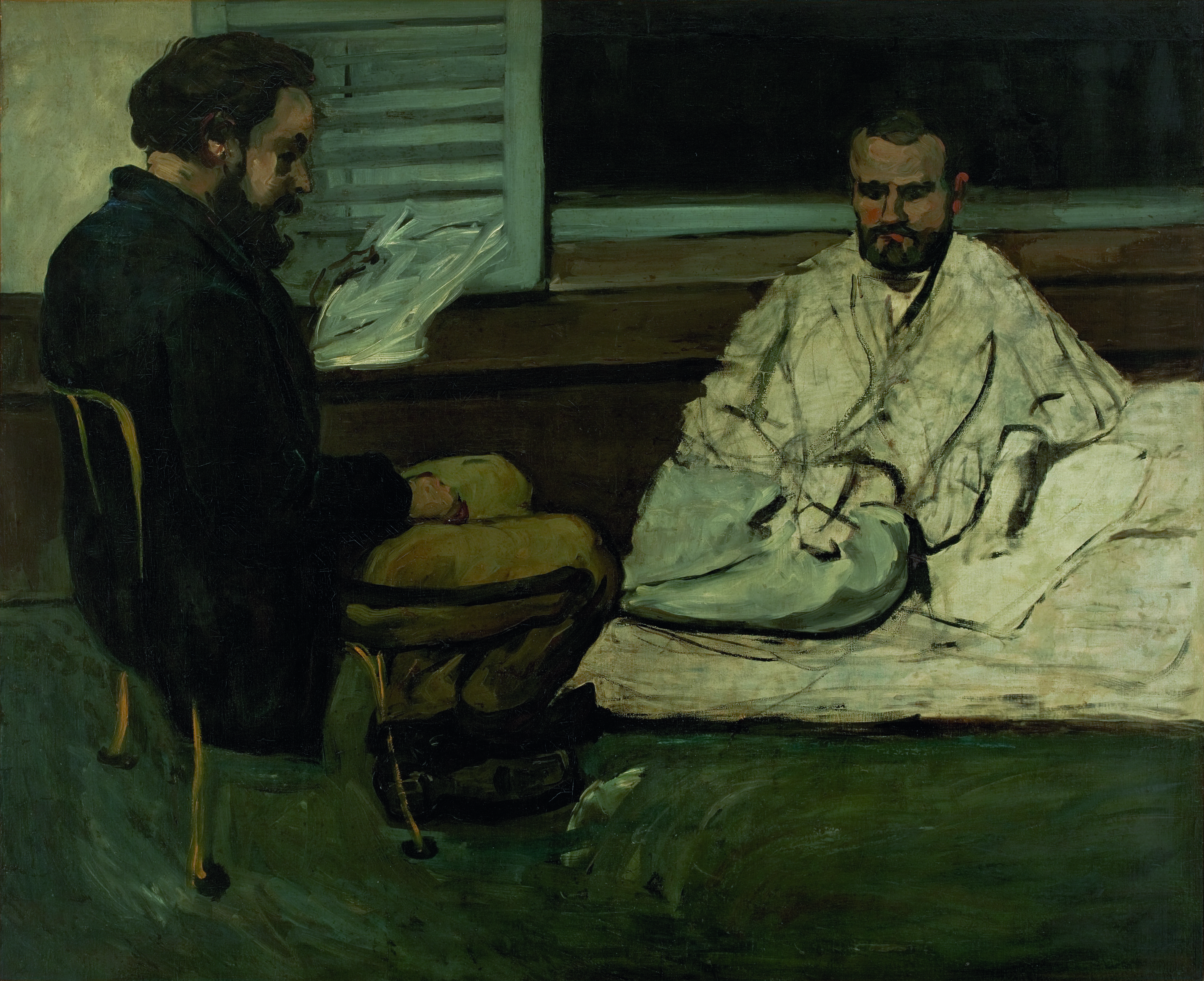
Paul Alexis läser för Zola, oljemålning av Paul Cézanne, (1869-70)

Paul Alexis, född 16 juni 1847 i Aix-en-Provence, Frankrike, och död 28 juli 1901 i Levallois-Perret, Frankrike, var en fransk författare.

## Biografi
Alexis studerade vid College Bourbon där han först fick kännedom om Emile Zola, som var student själv. På föräldrarnas önskemål studerade han juridik vid universitetet i Aix, men längtade efter livet som författare, och slutligen lämnade han Aix-en-Provence för att flytta till Paris. Han kom till huvudstaden 1869 där han snabbt blev bekant med Zola och hans familj.
Alexis blev nära vän till Zola och trogen anhängare av dennes naturalistiska uppfattning. År 1875 var han en kort fid fängslad, oskyldigt misstänkt för att vara en communard, vilket i sig skulle kunna ha medfört livstids fängelse, men Zola kunde använda sitt inflytande för att få honom släppt. 
Han skrev noveller (La fin de Lucie Pellegrin (1880)), romaner (Madame Meuriot (1890), Vallobra (1901)), men även dramer, av lika Monsieur Betsy (1890, tillsammans med Oscar Méténier) är det mest betydande. Värdefull är också Alexis biografiska skiss Émile Zola, notes d'un ami (1882).